# Lars Hansen (Basketballspieler)
Lars Erik Hansen (* 27. September 1954 in Kopenhagen) ist ein ehemaliger kanadischer Basketballspieler dänischer Herkunft.

## Laufbahn
Hansen kam in der dänischen Hauptstadt Kopenhagen zur Welt, 1956 ließ sich seine Familie im Ort Coquitlam in der kanadischen Provinz British Columbia nieder. Er spielte bis 1972 Basketball an der Centennial Secondary School, mit der Schulmannschaft gewann er 1972 den Meistertitel in der Provinz British Columbia. Der 2,08 Meter große Flügelspieler gehörte von 1972 bis 1976 der Basketballmannschaft der University of Washington in den Vereinigten Staaten an. Er bestritt 95 Partie für Washington und kam auf Mittelwerte von 9,9 Punkten sowie 6,3 Rebounds je Begegnung. Seine besten Zahlenwerte erreichte Hansen in der Saison 1975/76 (14,2 Punkte, 7,5 Rebounds/Spiel). Beim NBA-Draft 1976 der NBA im Jahr 1976 sicherten sich die Chicago Bulls an 37. Stelle die Rechte am Kanadier, zum Einsatz kam er für die Mannschaft aus Illinois jedoch nicht. Hansen spielte in der Saison 1976/77 beim italienischen Verein Cinzano Mailand, für den er 19,2 Punkte je Begegnung erzielte. 1977 wurde er bei dem Verfahren abermals ausgewählt, diesmal von den Los Angeles Lakers (151. Stelle), er spielte in der Saison 1977/78 aber erneut für Cinzano Mailand. Seinen Einstand in der NBA gab Hansen dann in der Saison 1978/79, als er mit den Seattle SuperSonics den Meistertitel gewann. Er bestritt 15 Spiele während der Meistersaison und erzielte dabei 5,1 Punkte sowie 3,9 Rebounds pro Begegnung.
Hansen wechselte dann nach einem Jahr in der NBA nach Italien zurück und verstärkte 1979/80 die Mannschaft von Eldorado Roma. In der Saison 1980/81 stand er beim spanischen Erstligisten OAR Ferrol unter Vertrag und glänzte dort mit einem Schnitt von 27,6 Punkten pro Einsatz. 1981/82 gehörte er zur Mannschaft des FC Barcelona, mit der er auch im Europapokal der Landesmeister antrat.
Im Anschluss an seine Spielerlaufbahn war er zeitweilig Co-Trainer an der University of Washington. Im Jahr 2001 wurde Hansen in die Ruhmeshalle des kanadischen Basketballverbandes aufgenommen.

### Nationalmannschaft
Mit Kanadas Nationalmannschaft nahm Hansen unter anderem an der Weltmeisterschaft 1974 sowie an den Olympischen Sommerspielen 1976 teil. Während des olympischen Turniers war er mit 13,7 Punkte je Begegnung drittbester Korbschütze seiner Mannschaft.